# 高山镇 (德江县)
高山镇，是中华人民共和国贵州省铜仁市德江县下辖的一个乡镇级行政单位。
2012年12月11日，贵州省人民政府批复同意撤销高山土家族乡，设置高山镇，镇人民政府驻铁汞坝社区。

## 行政区划
高山镇下辖以下地区：
铁汞坝社区、河下村、高桥村、旋溪村、阡丰村、方家村、梨子水村、谭家村、冷溪村、鸟溪村、堰塘村、鹿溪村和中和村。